# Semaeopus parvidiscata
Semaeopus parvidiscata är en fjärilsart som beskrevs av Louis Beethoven Prout 1936. Semaeopus parvidiscata ingår i släktet Semaeopus och familjen mätare. Inga underarter finns listade i Catalogue of Life.